# NYSE Euronext
NYSE Euronext, Inc. (tidigare NYSE Group, Inc. ochEuronext NV) är ett europeisk-amerikanskt holdingbolag som driver flera börser, främst New York Stock Exchange (NYSE), Euronext och NYSE Arca (tidigare känt som ArcaEx).

## Översikt
NYSE slutförde förvärvet av Archipelago Holdings via en "dubbel dummy"-sammanslagning den 7 mars 2006 i en 10 miljarder dollar-affär som kom att skapa NYSE Group. NYSE Group blev ett holdingbolag och startade handel offentligt på sin egen aktie på sin egen börs den 8 mars 2006 under kortnamnet NYX. 

## Fusioner

### Euronext och NYSE Group
På grund av Nasdaq:s försök att förvärva London Stock Exchange lade NYSE Group ett bud på € 8 miljarder i kontanter och aktier för Euronext den 22 maj 2006, vilket innebar ett högre bud än rivalen Deutsche Börse. Deutsche Börse gjorde först ett uttalanden att de inte skulle höja sitt bud. Sedan kom de i stället med en plan på en fusion med Euronext, vilket värderades till $ 11 miljarder (€ 8,6 miljarder), € 600 miljoner euro över NYSE-koncernens ursprungliga bud. Trots detta gick sammanslagningen mellan NYSE Group och Euronext i lås och fusionen genomfördes. Den första reaktionen från USA Securities and Exchange Commissions chef Christopher Cox var positiv, med ett förväntat godkännande i slutet av 2007. Det nya bolaget,NYSE Euronext, skulle ha sitt säte i New York, med verksamhet i Europa och dess handelsplattform vara i Paris. NYSE:s VD John Thain, som skulle leda NYSE Euronext, hade som avsikt att skapa en stor global börs, med kontinuerlig handel med aktier och derivat under en 21-timmars spännvidd. Dessutom hoppades de två börserna att i denna grupp lägga Borsa Italiana (Milanobörsen). Den 23 juni 2007 såldes dock Borsa Italiana till London Stock Exchange.
NYSE Euronext driver och äger andel i: New York Stock Exchange (NYSE), Euronext, NYSE Liffe, NYSE Arca, NYSE Arca Europe, NYSE Alternext, NYSE Amex, NYSE Liffe USA, LLC (NYSE Liffe USA), NYSE Technologies, Inc (NYSE Technologies), EasyNext och BlueNext.

### NYSE Euronext och Deutsche Börse
Den 9 februari 2011 rapporterade Bloomberg att Deutsche Börse var i slutskedet av ett samtal om att köpa NYSE Euronext i en affär som skulle skapa världens största handelsplattform. På grund av detta var aktierna i de båda företagen tillfälligt handelsstoppade på grund av risken för stora kursrörelser. En lyckad affär skulle göra det nya bolaget till världens största börsoperatör med ett börsvärde på börsnoterade bolag på ca $ 15 biljoner.
VD och vice VD för NYSE Euronext Dominique Cerutti skulle bli det nya bolagets vd och chef för affärsteknik och intern teknik. Roland Bellegarde, även NYSE Euronext, skulle bli chef för European kontantaktier. Det nya företaget skulle dessutom spara 300 miljoner euro på synergieffekter.
Deutsche Börse har försökt förvärva NYSE en gång under 2008 och igen 2009.

### NYSE Euronext och Nasdaq OMX/IntercontinentalExchange
Den 1 april 2011 gjorde Nasdaq OMX och IntercontinentalExchange ett konkurrerande fientligt bud värderat till $ 11 300 000 000 med betalning i både kontanter och med egna aktier. Detta betydde att erbjudandet landade på $ 42,50 per NYSE-aktie. Det innebar även att en 19% premie över Deutsche Börse erbjudandet och en 27% premie över NYSE:s värde innan Deutsche Börse erbjudande gjordes i februari 

## Bildande av NYSE Technologies
NYSE Technologies är den kommersiella tekniken som NYSE Euronext använder. NYSE Technologies lanserades i januari 2009, och innehåller alla interna teknik divisioner NYSE Euronext, NYSE Euronext Market Data division och ett antal förvärv bl.a. följande: Securities Industry Automation Corporation (SIAC) i november 2006, TransactTools i december 2006, Wombat Financial Software i januari 2008, och Atos Euronext Market Solutions i augusti 2008. I augusti 2009 meddelade NYSE Euronext att de kommer att förvärva NYFIX.

## NYSE Regulation och FINRA
Den 4 maj 2010 meddelade NYSE Euronext och Finacial Industry Regulatory Authority (FINRA) att FINRA övertar ansvaret för marknadsövervakning med mera som tidigare skötts av NYSE Regulation. Avtalet var föremål för granskning av Securities and Exchange Commission och avslutades i slutet av juni 2010. 
Enligt avtalet tog FINRA reglerande funktioner för NYSE Euronexts amerikanska aktier och optionsmarknader - New York Stock Exchange, NYSE Arca och NYSE Amex. FINRA tillhandahåller för närvarande reglerande tjänster till Nasdaq Stock Market, Nasdaq Options Market, Nasdaq OMX Philadelphia, Nasdaq OMX Boston, The BATS Exchange och International Securities Exchange.
NYSE Euronext, är genom sitt dotterbolag NYSE Regulation ytterst ansvarig för att övervaka FINRA så att de följer lagarna för NYSE:s marknader. Avtalet innebar cirka 225 anställda, varav de flesta kommer att överföras till FINRA.

## Platser
Nedan är en lista över större NYSE Euronext platser:
- Amsterdam, Nederländerna - Euronext Amsterdam
- Paris, Frankrike - Euronext Paris
- Lissabon, Portugal - Euronext Lisbon
- London, Storbritannien - Euronext.liffe
- Chicago, Illinois, USA - NYSE Arca (tidigare Archipelago)
- New York, New York, USA - NYSE, Huvudkontor
- New York, New York, USA - AMEX
- San Francisco, Kalifornien, USA - NYSE Arca (tidigare Pacific Exchange)
- Belfast, Nordirland - en del av NYSE Euronext Technologies (tidigare Wombat Financial Software)
- Bryssel, Belgien - Euronext Brussels

NYSE Euronext äger också 20% av Doha värdepappersmarknaden.

### Fotnoter
1. ↑  hämtat från: engelskspråkiga Wikipedia.[källa från Wikidata]
2. ↑   http://dealbook.nytimes.com/2011/04/01/nasdaq-ice-make-hostile-bid-for-nyse-euronext/?hp%7C